# Де Поу, Клодина
Клодина Де Поу (нидерл. Claudine De Pauw; 28 февраля 1951, Бланкенберге, Бельгия) — фламандская художница и скульптор, работает акварелью, акрилом, маслом и в графике. Создала серию пейзажей болотистых и прибрежных ландшафтов Западной Фландрии и Нормандии. В картинах кисти Клодины Де Поу часто появляются фантастические существа, как вплетённые в реалистический пейзаж, так и выступающие на передний план произведения.

## Биография
Клодина Де Поу родилась в Бланкенберге 28 февраля 1951 года и в настоящее время живёт близ Брюгге.
Она получила художественное образование в Академии изящных искусств Брюгге, а затем в Королевской Академии Гента, где она училась у Поля Ван Гижзегема и Франса Вальравенса.
В 1974 году она получила Премию в области скульптуры провинции Западная Фландрия, а в 1975 году - Приз в области живописи.
Работы Клодины Де Поу можно увидеть в музее Mu.ZEE в Остенде и в музее Грунинге в Брюгге.

## Галерея

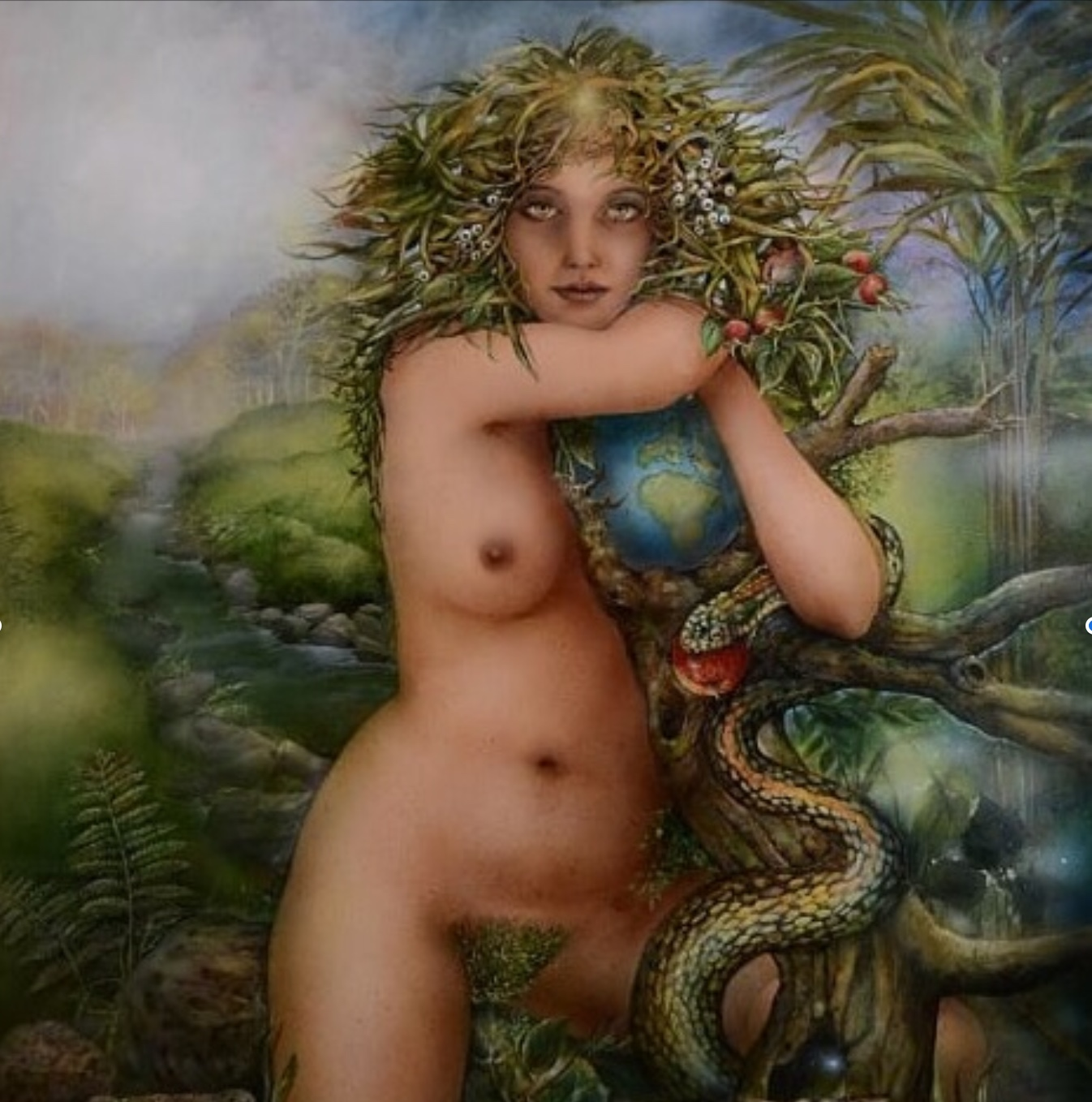
Богиня-мать
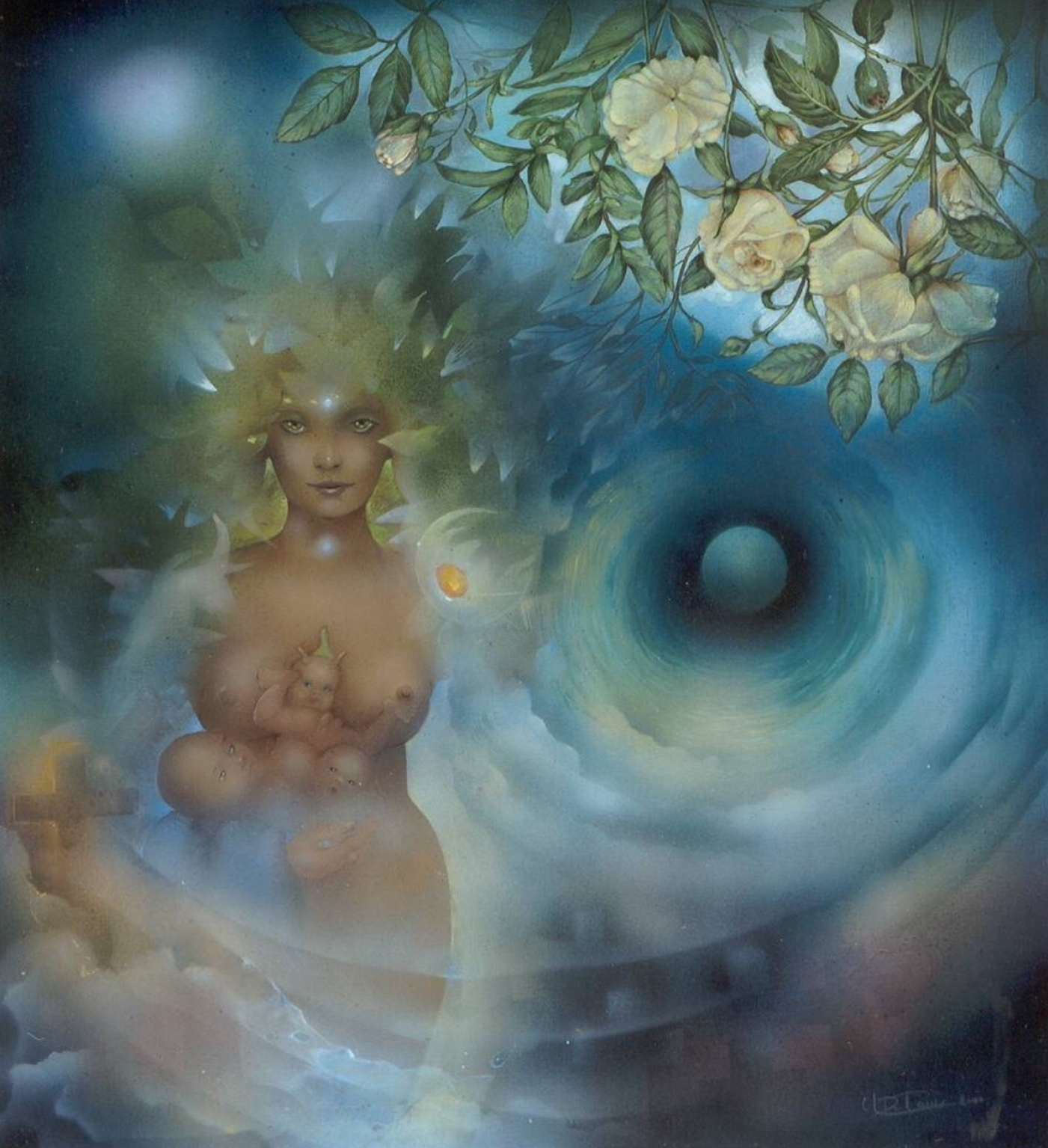
Богиня-мать

Пейзажи

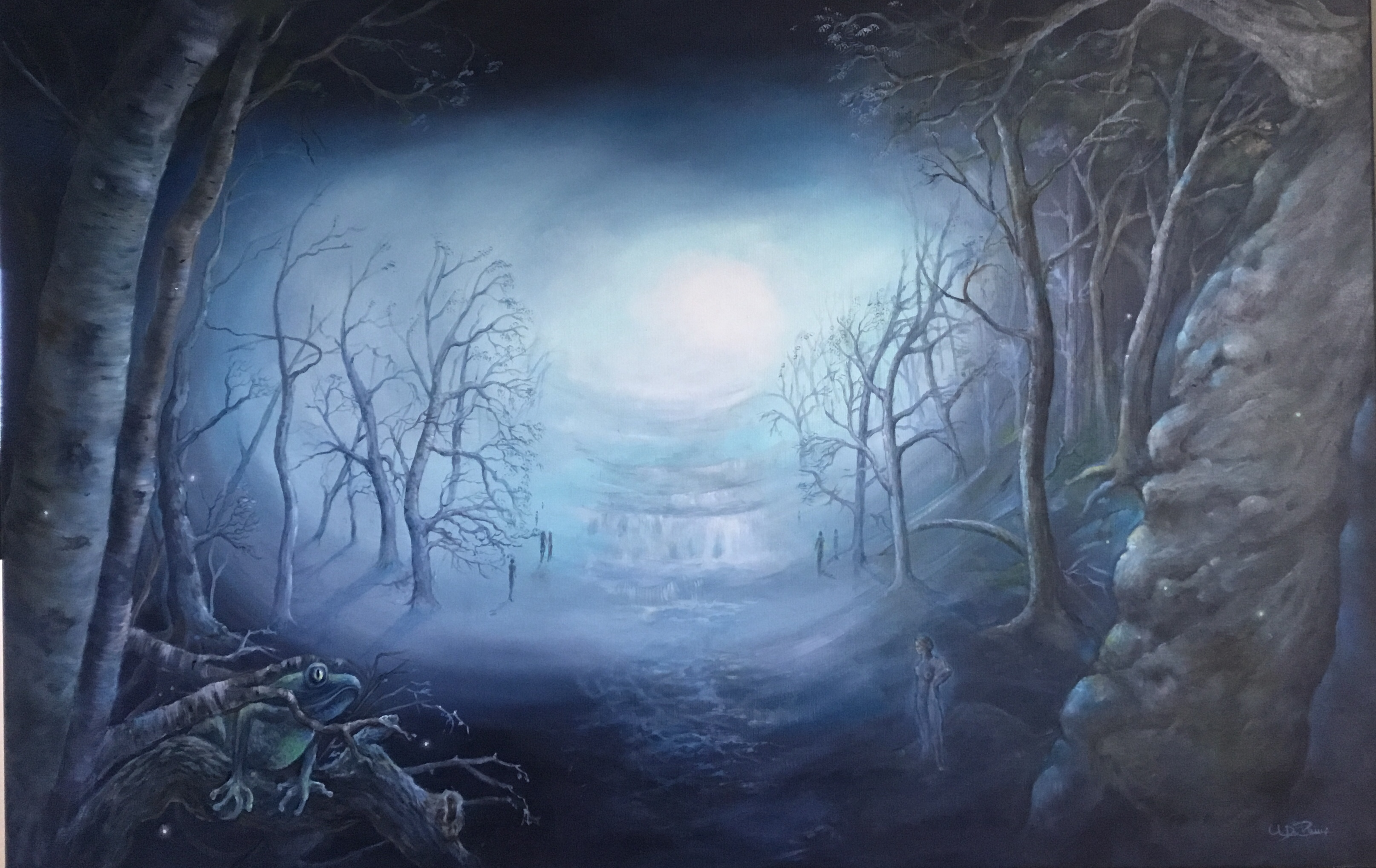
Путь света
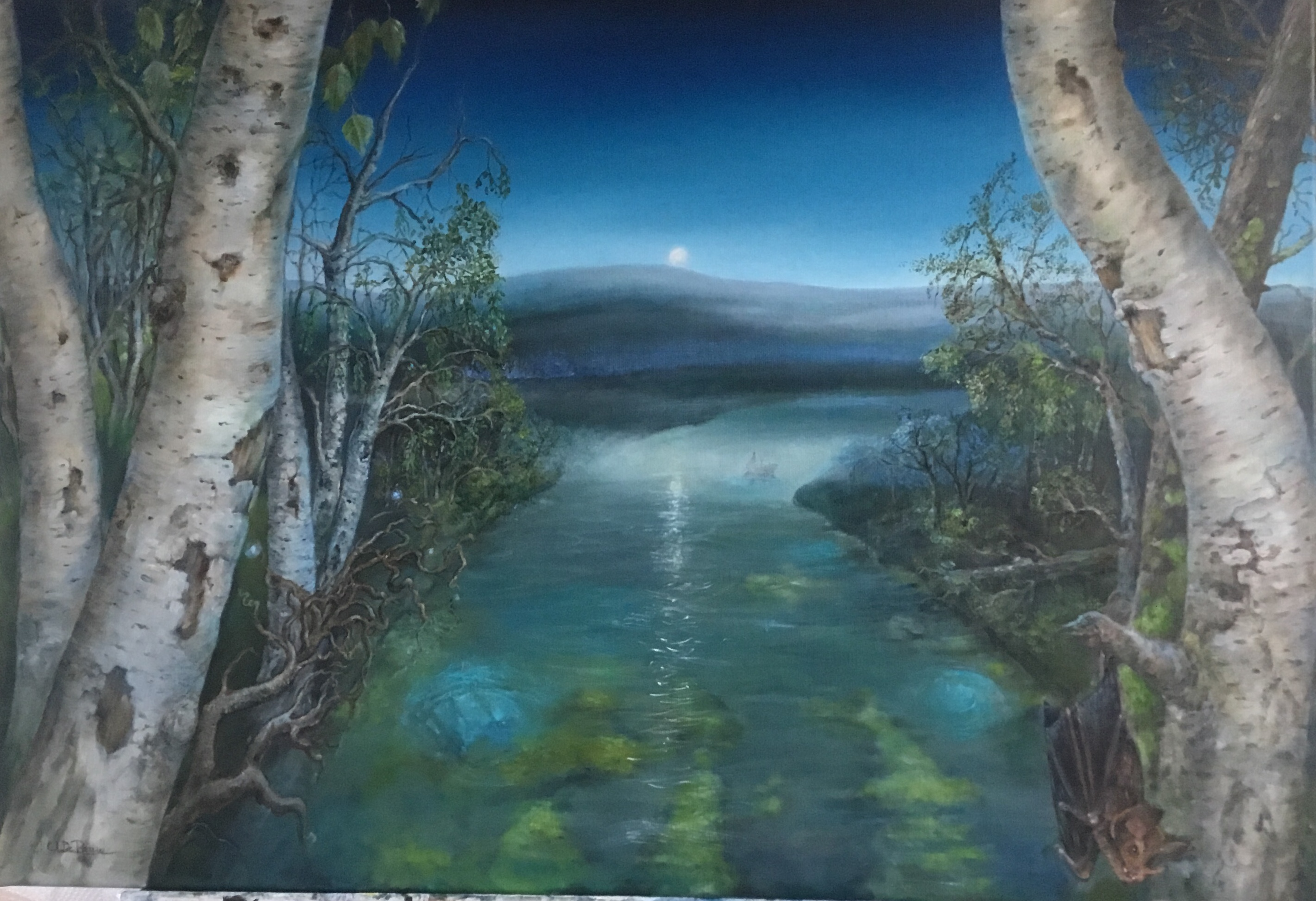
Река Самсара
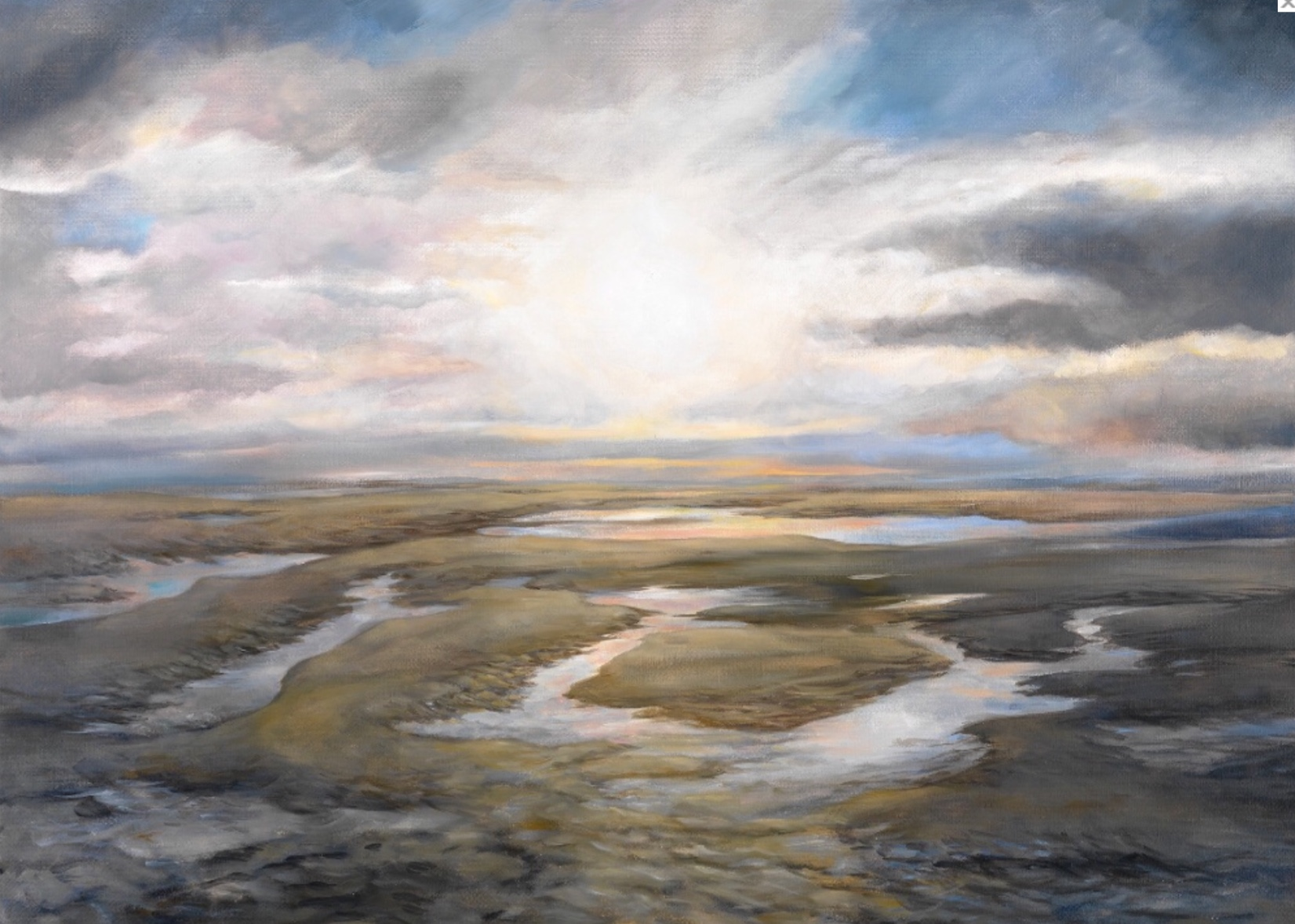
Бесконечное начало
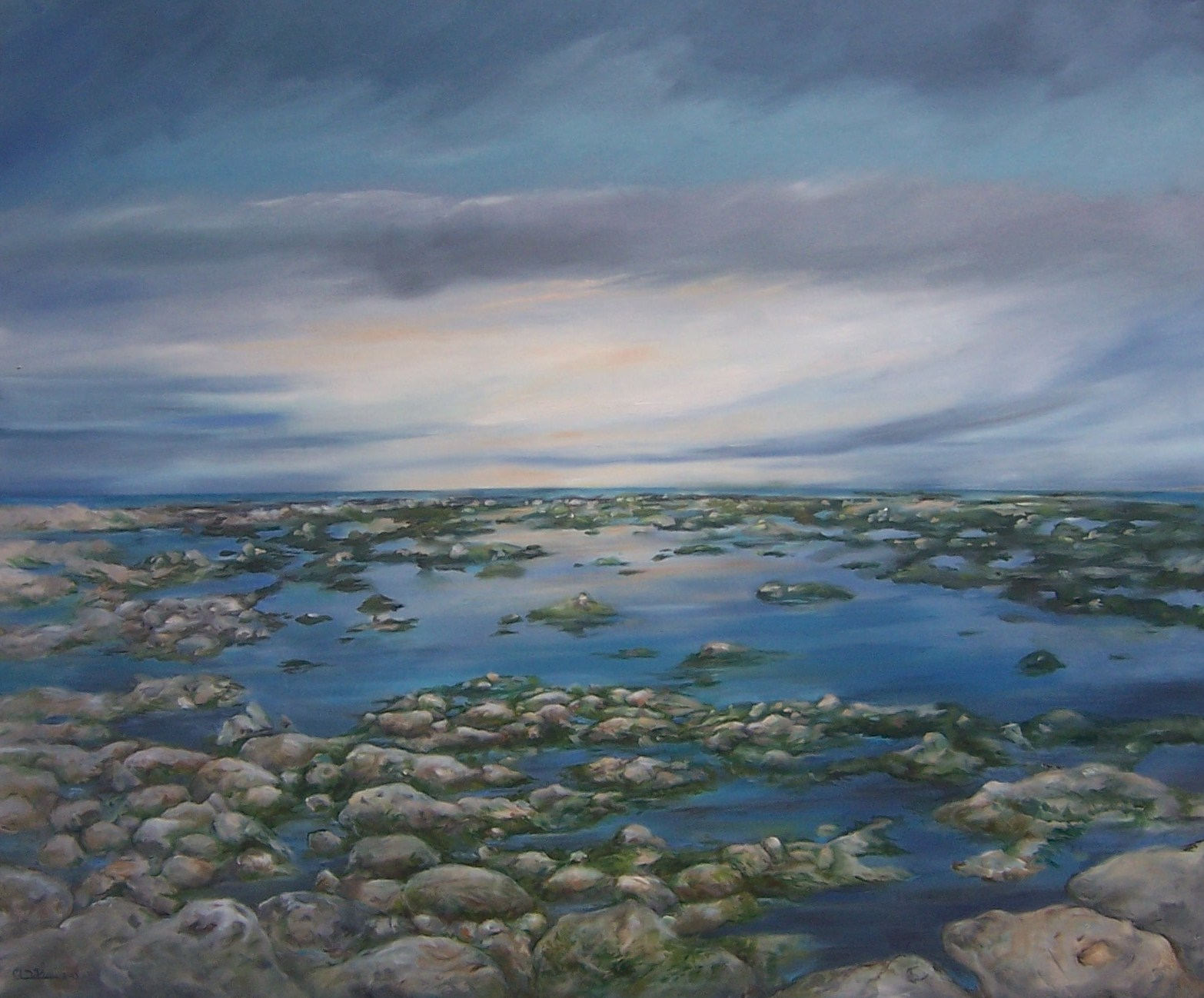
Побережье Нормандии

Фантастические существа

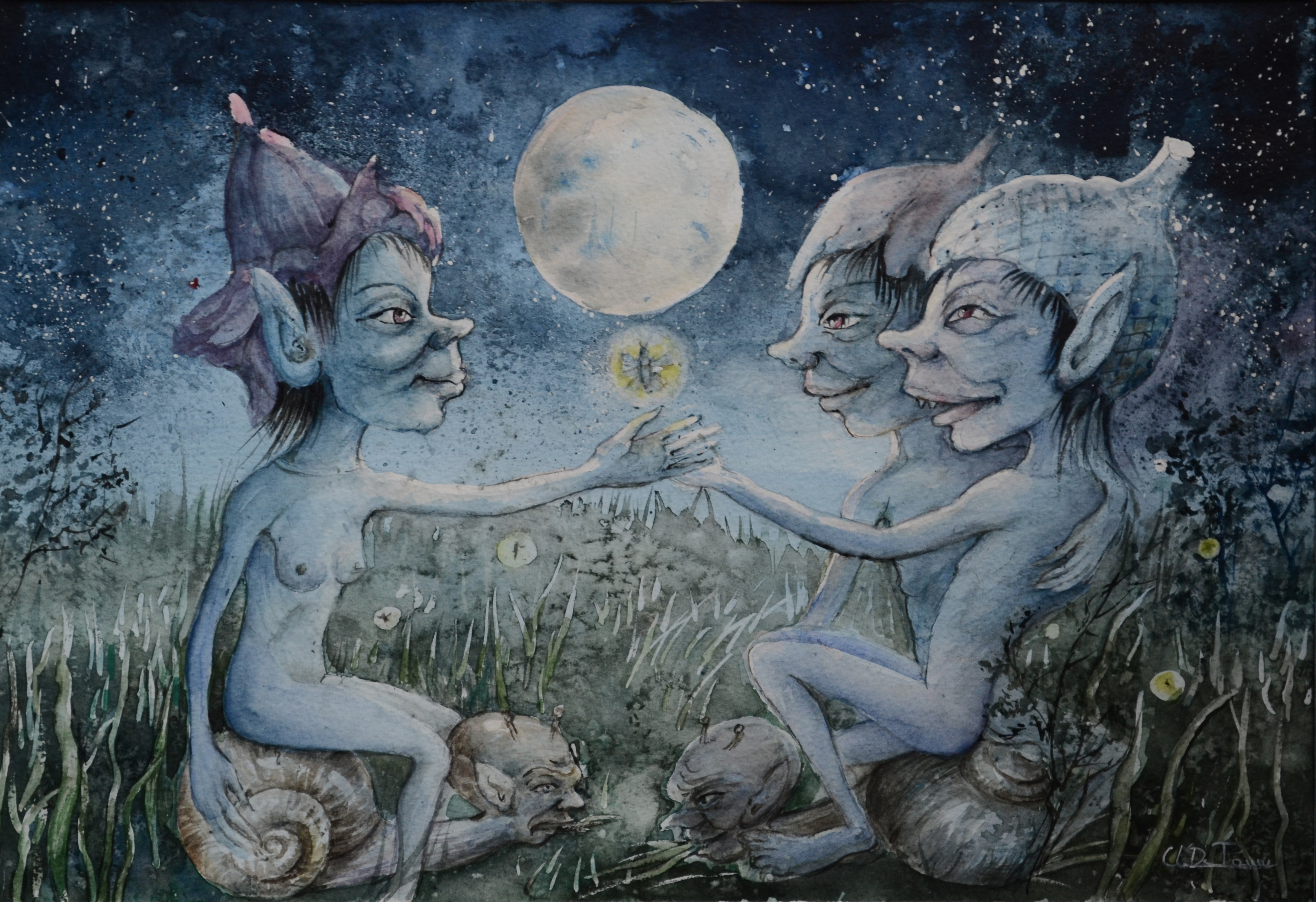
Праздник полной луны
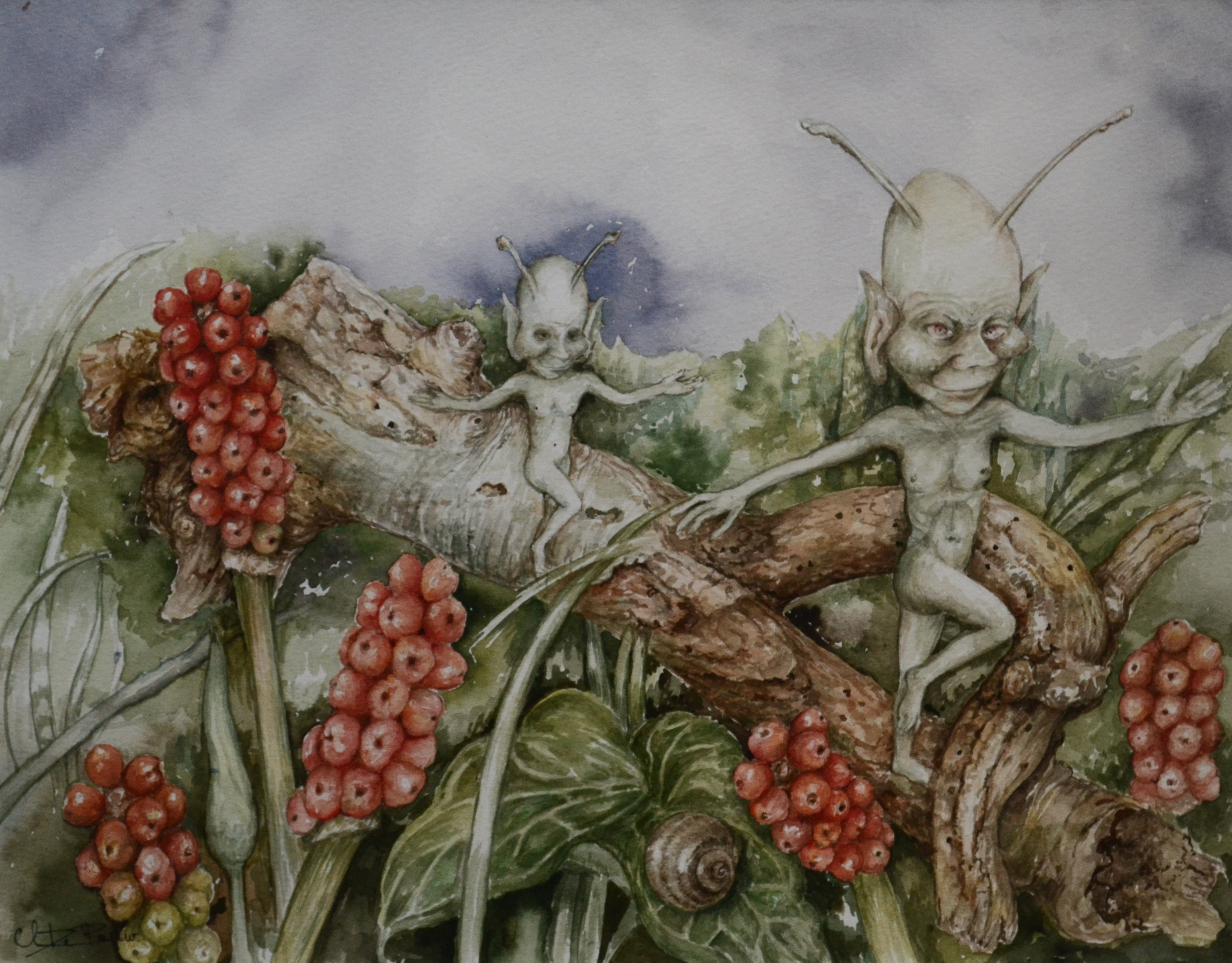
Осенняя прогулка
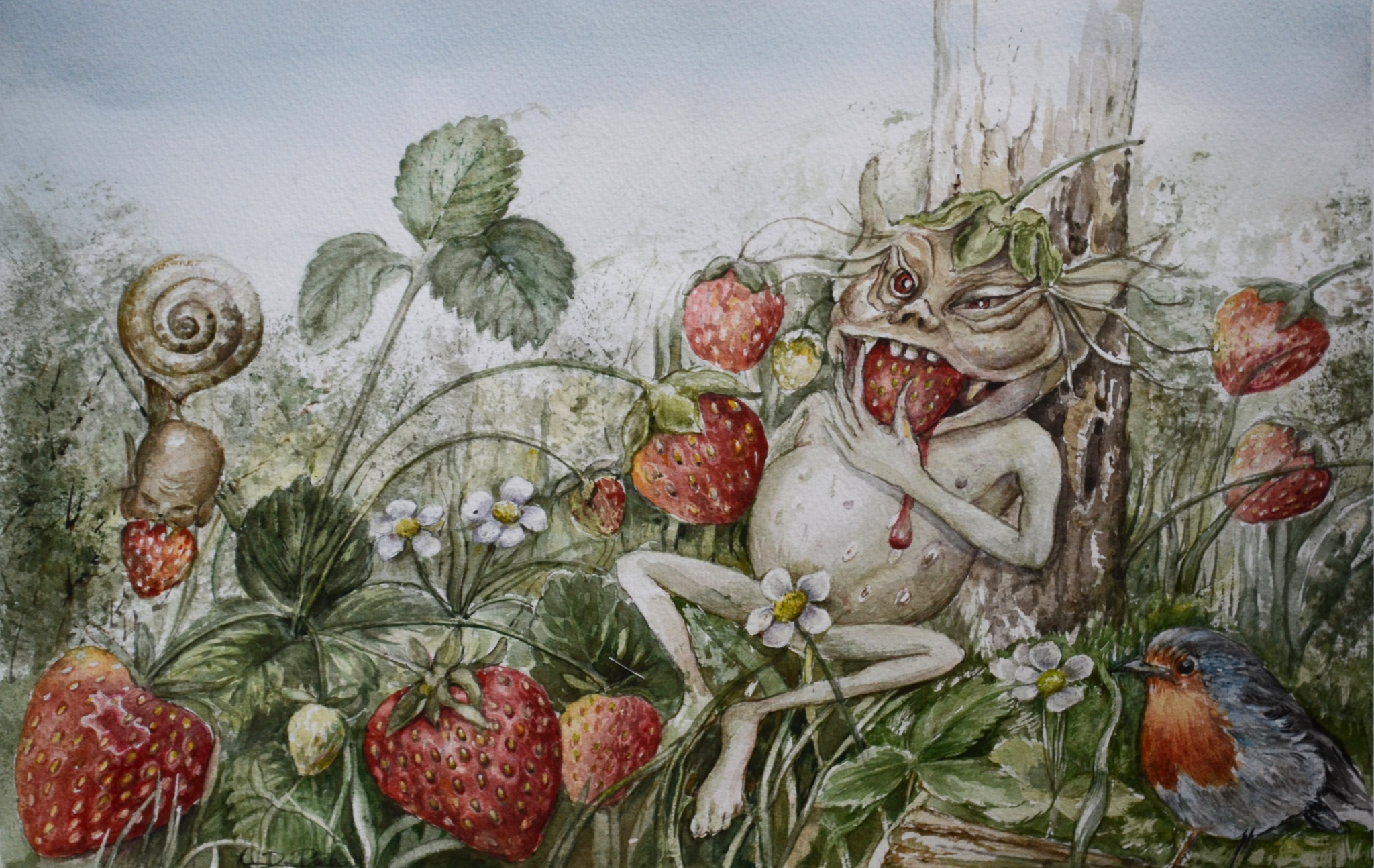
Праздник весны
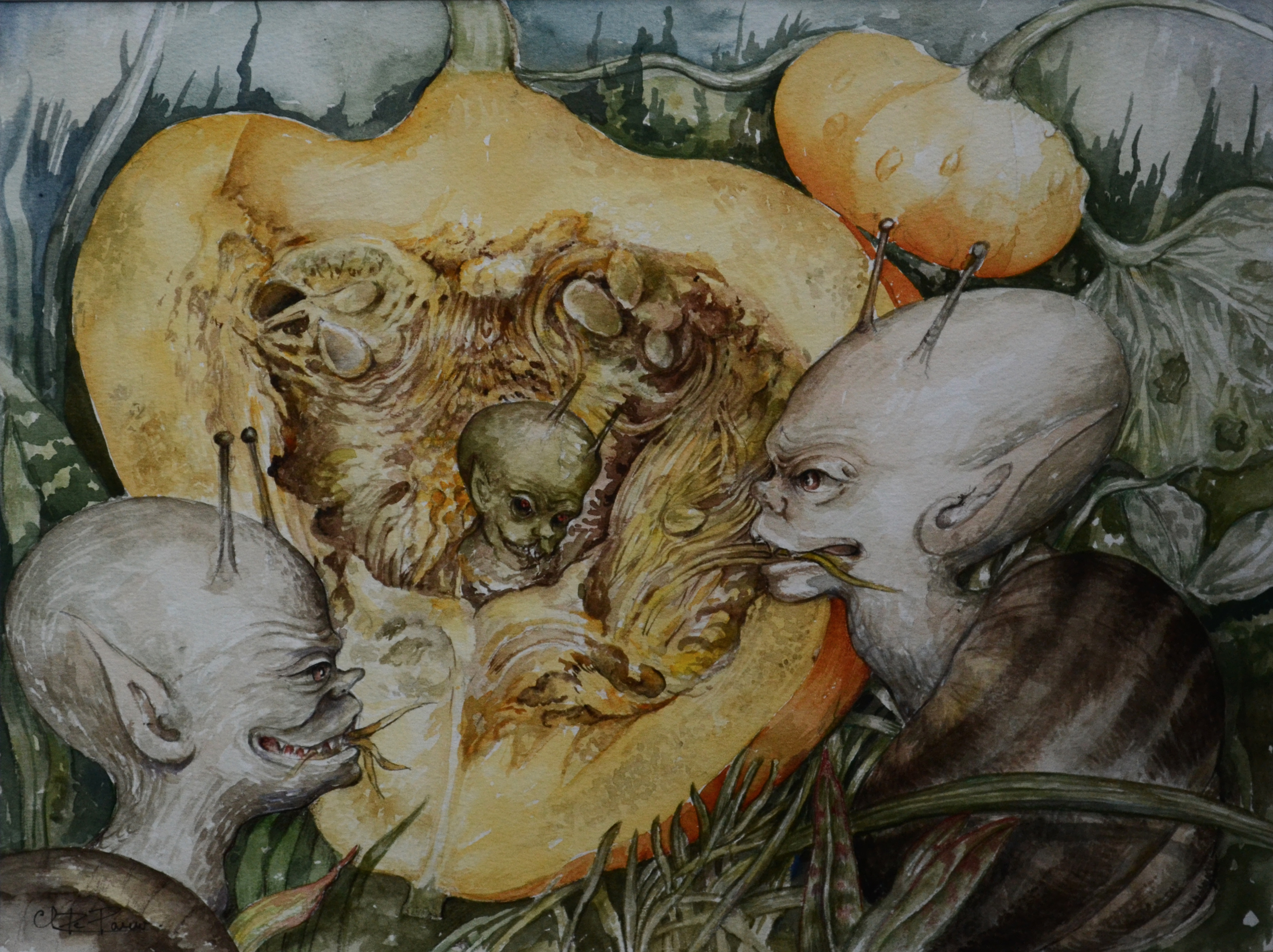
Осеннее чревоугодие
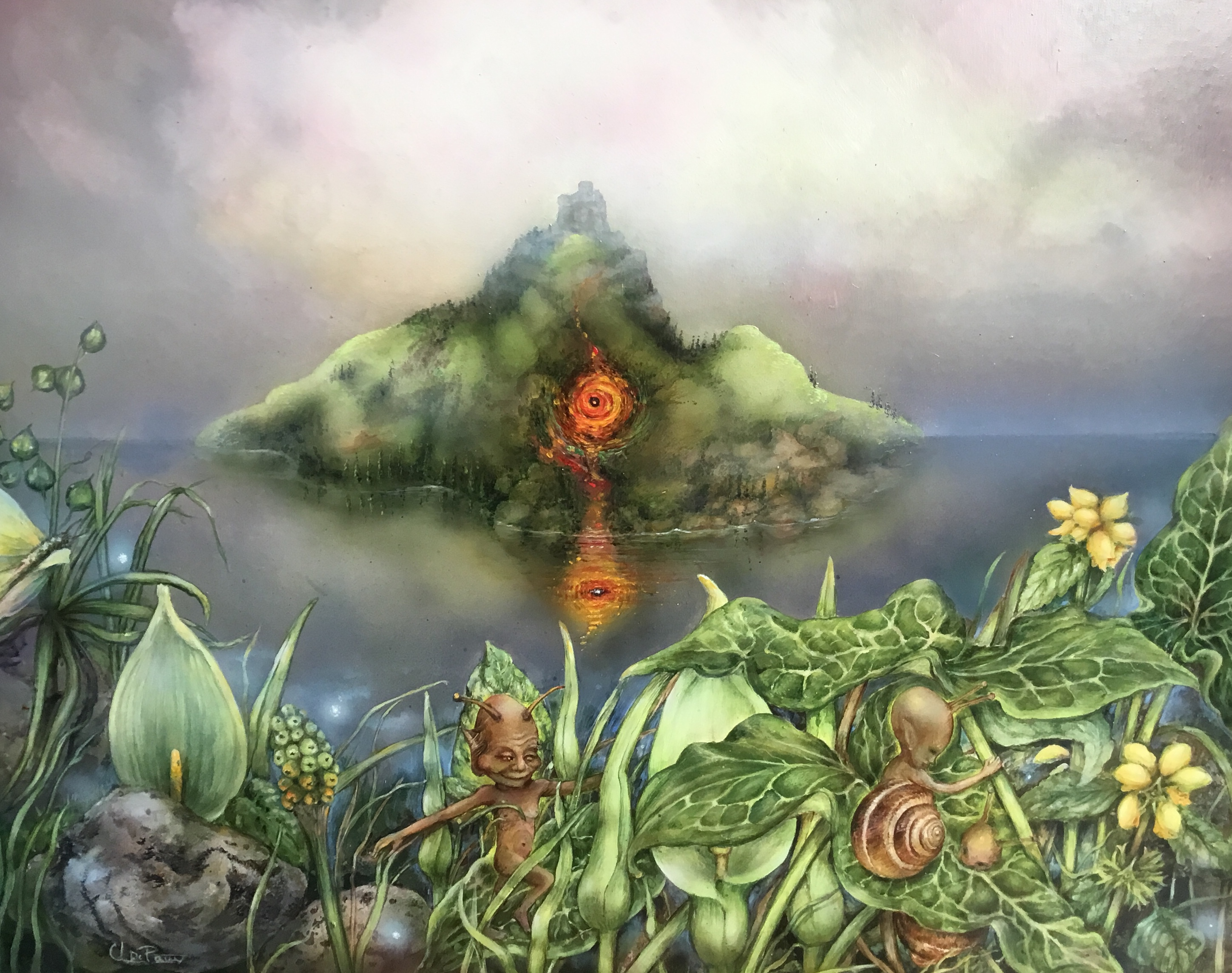
Собрание в болотах

Богини
- Богиня-мать
- Богиня-мать